# Phác (họ)

Tỷ lệ họ ở Hàn Quốc
Kim
Lee
Park
Choi
Jung

Phác là họ phổ biến thứ ba của người Triều Tiên (Triều Tiên và Hàn Quốc) sau họ Kim và Lý. Họ này viết theo Hanja là 朴, Hangul là 박, Romaja quốc ngữ: Park, còn được phiên âm là Pak hay Bak. Người ta thường cho rằng họ Park hay Bak bắt nguồn từ danh từ tiếng Hàn Bak (박), có nghĩa là "quả bầu". Theo điều tra dân số Hàn Quốc năm 2015, có 4.192.074 người mang họ này, chiếm khoảng 8,4% dân số. Đây là dòng họ độc quyền do người Triều Tiên sáng lập.

## Người Hàn Quốc họ Phác nổi tiếng
- Phác Hách Cư Thế, vị vua đầu tiên của triều đại Tân La (Silla). Ông cũng là tổ tiên của gia tộc Park (박, Phác) ngày nay
- Park Chung-hee (Phác Chính Hy), Tổng thống Hàn Quốc
- Park Geun-hye (Phác Cận Huệ), Tổng thống Hàn Quốc
- Park Ji-sung (Phác Trí Tinh), cầu thủ nổi tiếng
- Park Chae-rim (Phác Thái Lâm), nữ diễn viên Hàn Quốc
- Park Jin-young, ca sĩ, diễn viên, chủ tịch công ty JYP Entertainment.
- Park Bom (Phác Xuân), nữ ca sĩ, thành viên của nhóm nhạc 2NE1
- Dara tên thật là Sandara Park (Phác San Đức Lạp), nữ ca sĩ, thành viên của nhóm nhạc 2NE1
- Park Jung-min (Phác Chính Mân), nam ca sĩ, thành viên của nhóm nhạc SS501
- Leeteuk tên thật là Park Jung-soo (Phác Chính Thù), nam ca sĩ, diễn viên, MC, thành viên nhóm nhạc Super Junior
- Park Sung Woo (Phác Thịnh Hữu), họa sĩ Hàn Quốc
- Park SooAe (Phác Tú Ái), nữ diễn viên
- Park Chan Ho (Phác Tán Hạo), cầu thủ bóng chày Hàn Quốc
- Park Yoo-chun (Phác Hữu Thiên), ca sĩ, nhạc sĩ, diễn viên, thành viên nhóm nhạc TVXQ
- Park Ye Eun (Phác Nghệ Ân), ca sĩ, nhạc sĩ, thành viên nhóm nhạc nữ Wonder Girls
- Luna tên thật là Park Sun-young (Phác Thuận Anh), ca sĩ, diễn viên, thành viên nhóm nhạc f(x)
- Park So-yeon, tên thật là Park In-jung (Phác Nhân Tinh), ca sĩ, diễn viên, thành viên nhóm nhạc T-ara
- Hyomin, tên thật là Park Sun-young (Phác Thuận Anh), ca sĩ, diễn viên, thành viên nhóm nhạc T-ara
- Park Ji-yeon (Phác Trí Nghiên), ca sĩ, diễn viên, thành viên nhóm nhạc T-ara
- Park Bo-gum (Phác Bảo Kiếm), diễn viên
- Park Romi (Phác Lộ Mỹ), diễn viên lồng tiếng người Nhật Bản gốc Hàn Quốc.
- Chanyeol (Park Chan-yeol) (Hán Việt: Phác Xán Liệt), thành viên nhóm nhạc EXO
- Park Jung-hwa (Phác Chính Hoa), nữ ca sĩ, diễn viên, thành viên nhóm nhạc EXID
- Park Ji-min (Phác Chí Mẫn) ca sĩ, MC, thành viên nhóm nhạc 15&
- Park Jin-young (Phác Trân Vinh), ca sĩ, diễn viên, thành viên nhóm nhạc GOT7
- Jisung (Park Ji-sung) (Hán Việt: Phác Chí Thành), ca sĩ, thành viên nhóm nhạc NCT
- Rosé tên thật là Park Chae-young (Phác Thái Anh), ca sĩ, thành viên nhóm nhạc Blackpink
- Joy, tên thật là Park Soo-young (Phác Tú Anh), ca sĩ, thành viên nhóm nhạc Red Velvet.
- Park Ji-hyo (Phác Trí Hiếu), ca sĩ, thành viên nhóm nhạc Twice.
- Jimin (Park Ji-min) (Hán Việt: Phác Trí Mân) ca sĩ, thành viên của nhóm nhạc BTS.
- Park Ji-hoon (Phác Chí Huân), cựu thành viên nhóm nhạc Wanna One, nam ca sĩ, diễn viên.
- Park Woojin (Phác Hữu Trấn), cựu thành viên nhóm nhạc Wanna One, thành viên nhóm nhạc AB6IX
- Gowon, tên thật là Park Chae-won (Phác Thái Mạn), ca sĩ, thành viên nhóm nhạc LOONA
- Park Hang-seo (Phác Hằng Tự), cựu huấn luyện viên Đội tuyển bóng đá quốc gia Việt Nam
- Park Sung-jin (Phác Thành Trấn), ca sĩ, thành viên nhóm nhạc Day6
- Park Min-young (Phác Mẫn Anh), diễn viên Hàn Quốc
- Park Se-rim (Phác Thế Lâm), thành viên nhóm nhạc CRAVITY
- Jay tên thật là Park Jong-seong (Phác Tống Tinh), ca sĩ, thành viên nhóm nhạc Enhypen
- Park Sung-hoon (Phác Thành Huấn), cựu vận động viên trượt băng, MC, ca sĩ, thành viên nhóm nhạc Enhypen
- Park Jihoon (Phác Chí Huân), MC, ca sĩ, thành viên của nhóm nhạc Treasure
- Park Jeongwoo (Phác Trình Vũ), ca sĩ , thành viên của nhóm nhạc Treasure
- Park Seo-joon (Phác Tự Tuấn), diễn viên Hàn Quốc